# Автошлях Т 1014
Автошлях Т 1014 — автомобільний шлях територіального значення в Київській області. Проходить територією Ставищенського та Тетіївського районів. Загальна довжина — 30,7 км.
Проходить через населені пункти Сухий Яр, Стрижавка, П'ятигори.

## Галерея

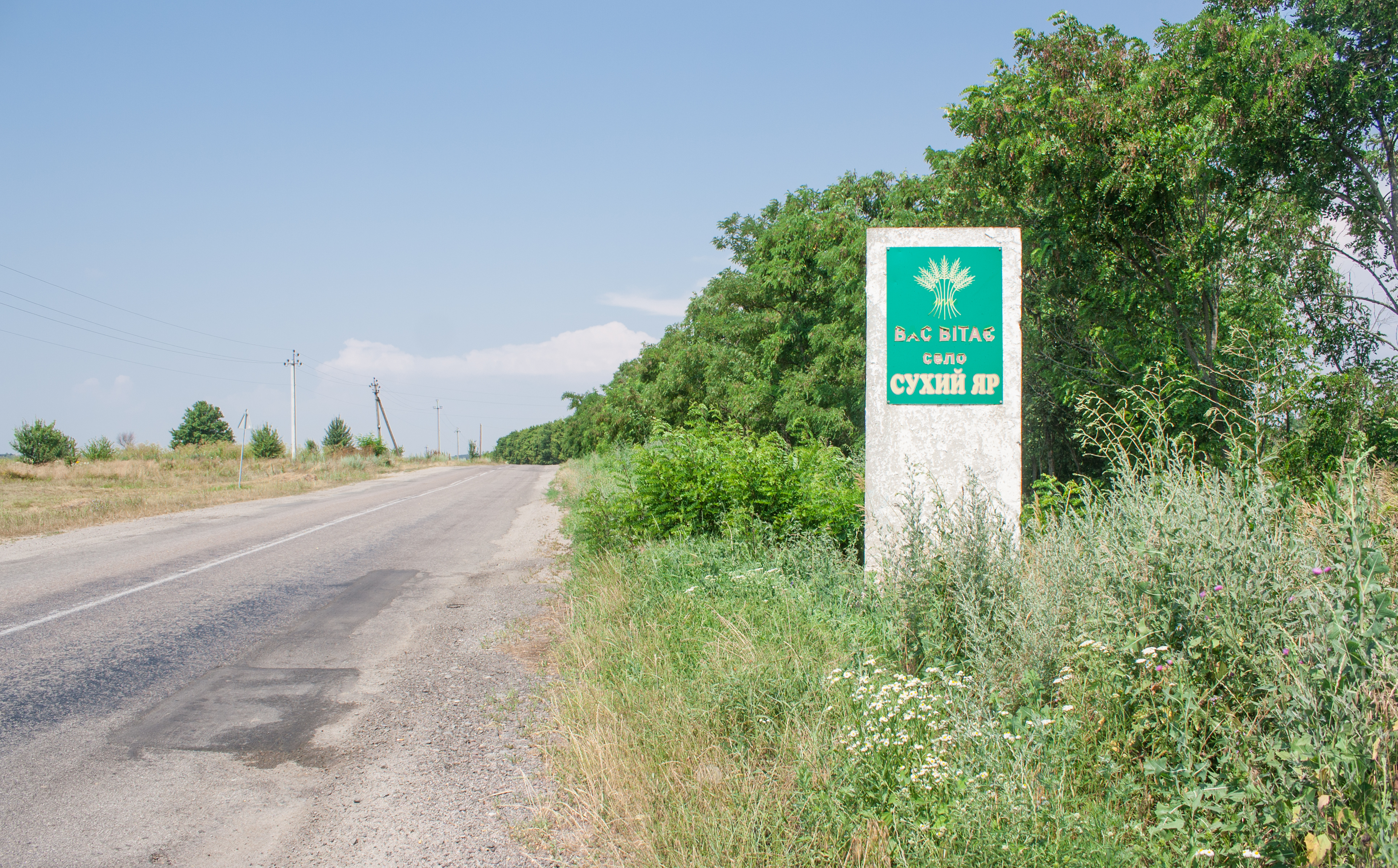
Автошлях в селі Сухий Яр
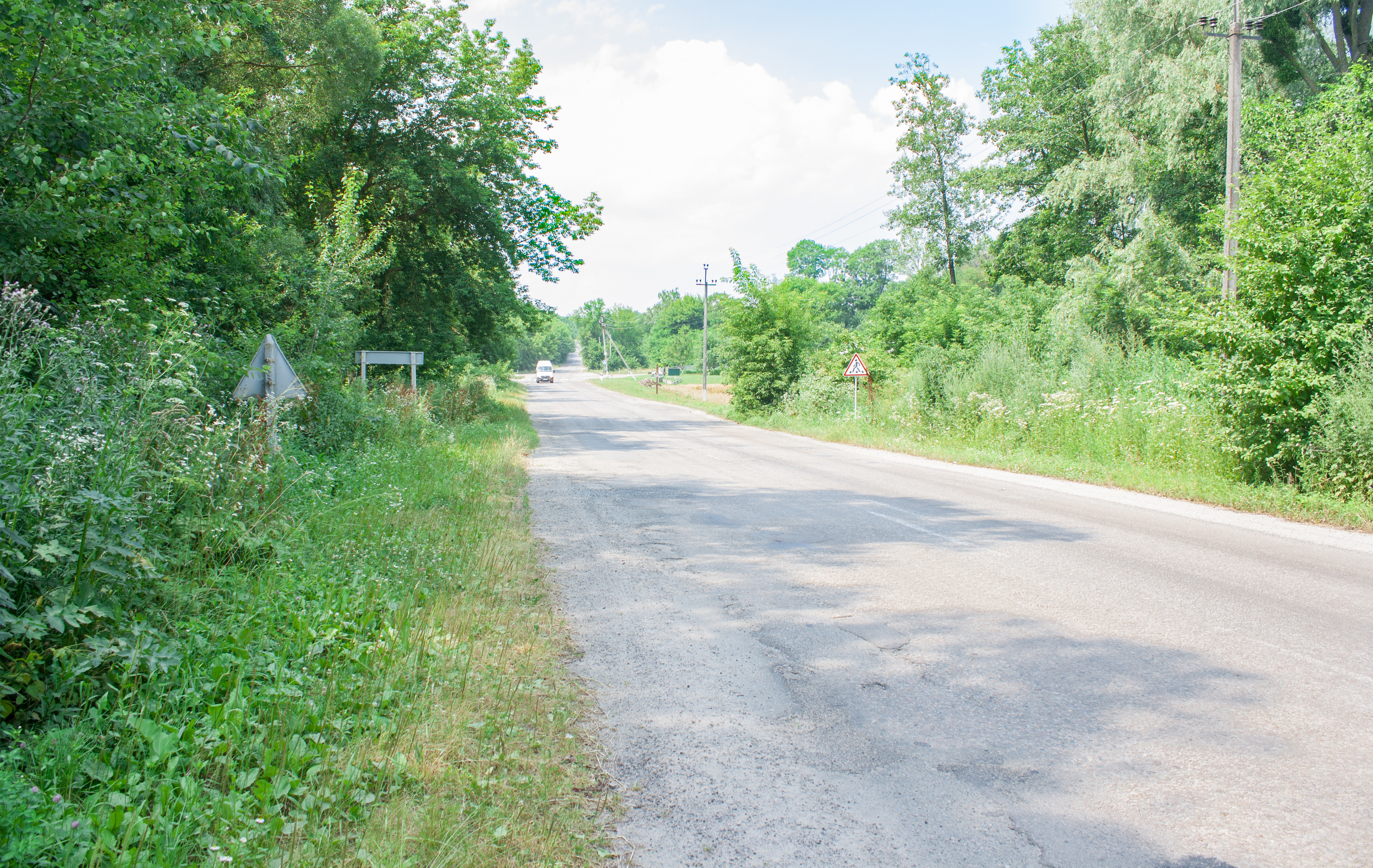
Автошлях в селі Стрижавка